# Жозе Марія Педроту
Жозе Марія Педроту (порт. José Maria Pedroto, 21 жовтня 1928, Ламегу, Португалія — 8 січня 1985, Порту) — португальський футболіст, що грав на позиції півзахисника. По завершенні ігрової кар'єри — тренер.
Виступав, зокрема, за клуб «Порту», а також національну збірну Португалії.
Чемпіон Португалії. Дворазовий чемпіон Португалії (як тренер).

## Клубна кар'єра
У дорослому футболі дебютував 1952 року виступами за команду клубу «Белененсеш», в якій провів два сезони.
1954 року перейшов до клубу «Порту», за який відіграв 4 сезони. За цей час виборов титул чемпіона Португалії. Завершив професійну кар'єру футболіста виступами за команду «Порту» 1958 року.

## Виступи за збірну
1952 року дебютував в офіційних матчах у складі національної збірної Португалії. Протягом кар'єри у національній команді, яка тривала 6 років, провів у формі головної команди країни 17 матчів.

## Кар'єра тренера
Розпочав тренерську кар'єру, повернувшись до футболу після невеликої перерви, 1962 року, очоливши тренерський штаб клубу «Академіка».
1966 року став головним тренером команди «Порту», тренував клуб з Порту три роки.
Згодом протягом 1969—1974 років очолював тренерський штаб клубу «Віторія» (Сетубал).
1974 року прийняв пропозицію попрацювати у клубі «Боавішта». Залишив клуб з Порту 1976 року.
Протягом 2 років, починаючи з 1974, був головним тренером збірної Португалії.
1976 року був запрошений керівництвом клубу «Порту» очолити його команду, з якою пропрацював до 1980 року.
З 1981 і по 1982 рік очолював тренерський штаб команди «Віторія» (Гімарайнш).
Протягом тренерської кар'єри також очолював команди клубів «Лейшойнш» та «Варзім».
Останнім місцем тренерської роботи був клуб «Порту», головним тренером команди якого був з 1982 по 1984 рік.
| Дата       | Місто          | Господарі         | Результат | Гості             | Турнір            | Голи | Примітки |
| ---------- | -------------- | ----------------- | --------- | ----------------- | ----------------- | ---- | -------- |
| 20-4-1952  | Коломб         | Франція           | 3 – 0     | Португалія        | товариський матч  | -    |          |
| 19-12-1954 | Оейраш         | Португалія        | 0 – 3     | ФРН               | товариський матч  | -    |          |
| 22-5-1955  | Порту          | Португалія        | 3 – 1     | Англія            | товариський матч  | -    |          |
| 18-12-1955 | Стамбул        | Туреччина         | 3 – 1     | Португалія        | товариський матч  | -    |          |
| 25-12-1955 | Каїр           | Єгипет            | 0 – 4     | Португалія        | товариський матч  | -    |          |
| 25-3-1956  | Оейраш         | Португалія        | 3 – 1     | Туреччина         | товариський матч  | -    |          |
| 8-4-1956   | Оейраш         | Португалія        | 0 – 1     | Бразилія          | товариський матч  | -    |          |
| 3-6-1956   | Оейраш         | Португалія        | 3 – 1     | Іспанія           | товариський матч  | -    |          |
| 9-6-1956   | Оейраш         | Португалія        | 2 – 2     | Угорщина          | товариський матч  | -    |          |
| 16-1-1957  | Лісабон        | Португалія        | 1 – 1     | Північна Ірландія | Відбір до ЧС 1958 | -    |          |
| 24-3-1957  | Оейраш         | Португалія        | 0 – 1     | Франція           | товариський матч  | -    |          |
| 1-5-1957   | Белфаст        | Північна Ірландія | 3 – 0     | Португалія        | Відбір до ЧС 1958 | -    | кап.     |
| 26-5-1957  | Оейраш         | Португалія        | 3 – 0     | Італія            | Відбір до ЧС 1958 | -    | кап.     |
| 11-6-1957  | Ріо-де-Жанейро | Бразилія          | 2 – 1     | Португалія        | товариський матч  | -    |          |
| 16-6-1957  | Сан-Паулу      | Бразилія          | 3 – 0     | Португалія        | товариський матч  | -    |          |
| 22-12-1957 | Мілан          | Італія            | 3 – 0     | Португалія        | Відбір до ЧС 1958 | -    |          |
| Усього     |                | Матчів            | 17        |                   | Голів             | 0    |          |

## Досягнення

### Як гравця
- Чемпіон Португалії:

«Порту»: 1955—1956, 1958—1959
- Володар Кубка Португалії:

«Порту»: 1955—1956, 1957—1958

### Як тренера
- Чемпіон Португалії:

«Порту»: 1977—1978, 1978—1979
- Володар Кубка Португалії:

«Порту»: 1967—1968, 1976—1977
«Боавішта»: 1974—1975, 1975—1976